# سوسانو (ایتالیا)
سوسانو (به ایتالیایی: Sossano) یک کومونه در ایتالیا است که در استان ویچنزا واقع شده‌است. سوسانو ۲۰٫۹۶ کیلومتر مربع مساحت و ۴٬۳۴۹ نفر جمعیت دارد و ۱۹ متر بالاتر از سطح دریا واقع شده‌است.